# صليب الألفية

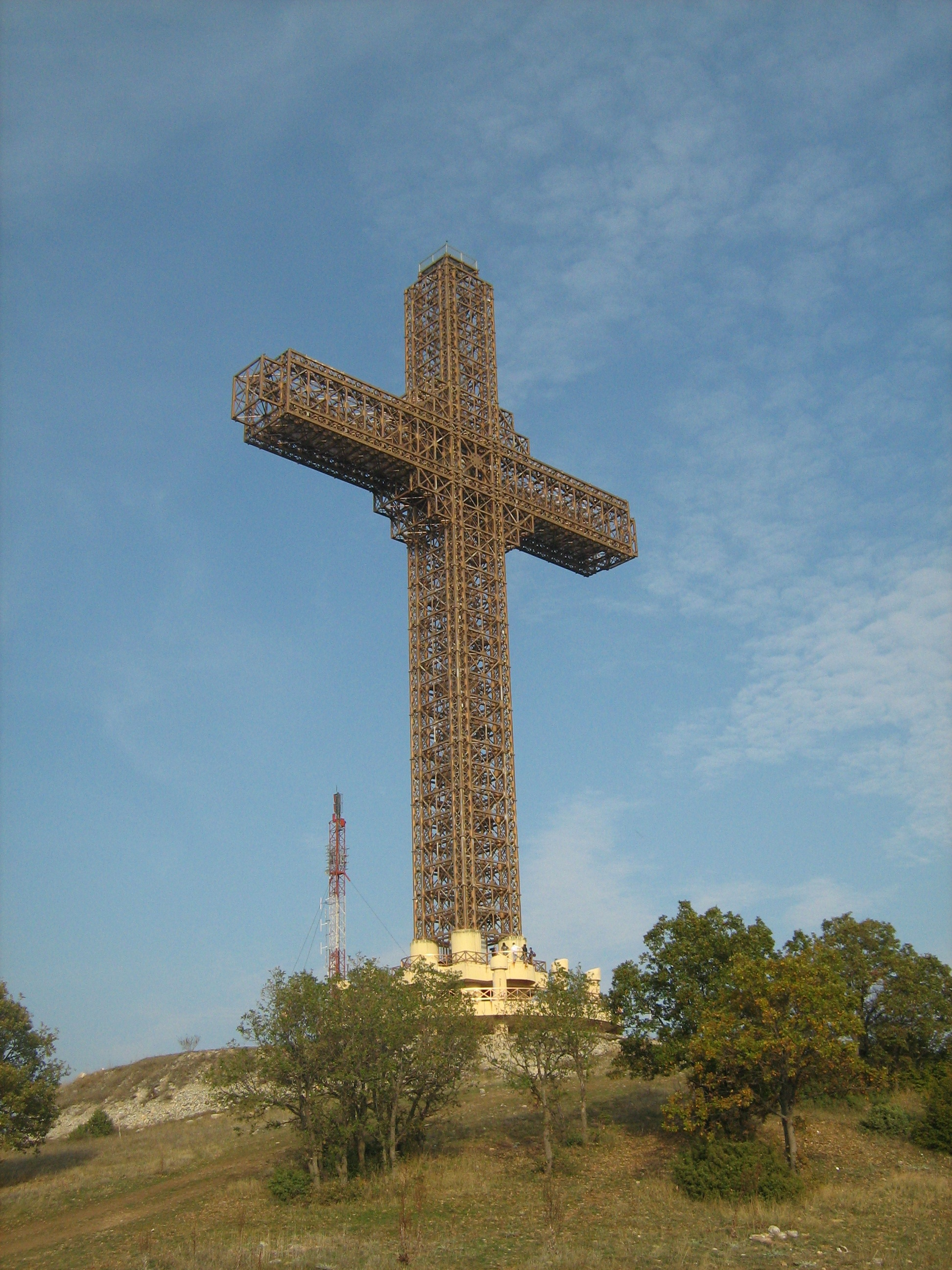
صليب الألفية

صليب الألفية (بالمقدونية: Милениумски крст)‏ هو صليب بارتفاع 66 متر (217 قدم) يقع على قمة جبل فودنو في سكوبيه بجمهورية مقدونيا. شيد ليكون بمثابة نصب تذكاري بمرور 2,000 عام على المسيحية في مقدونيا والعالم.

## التشييد

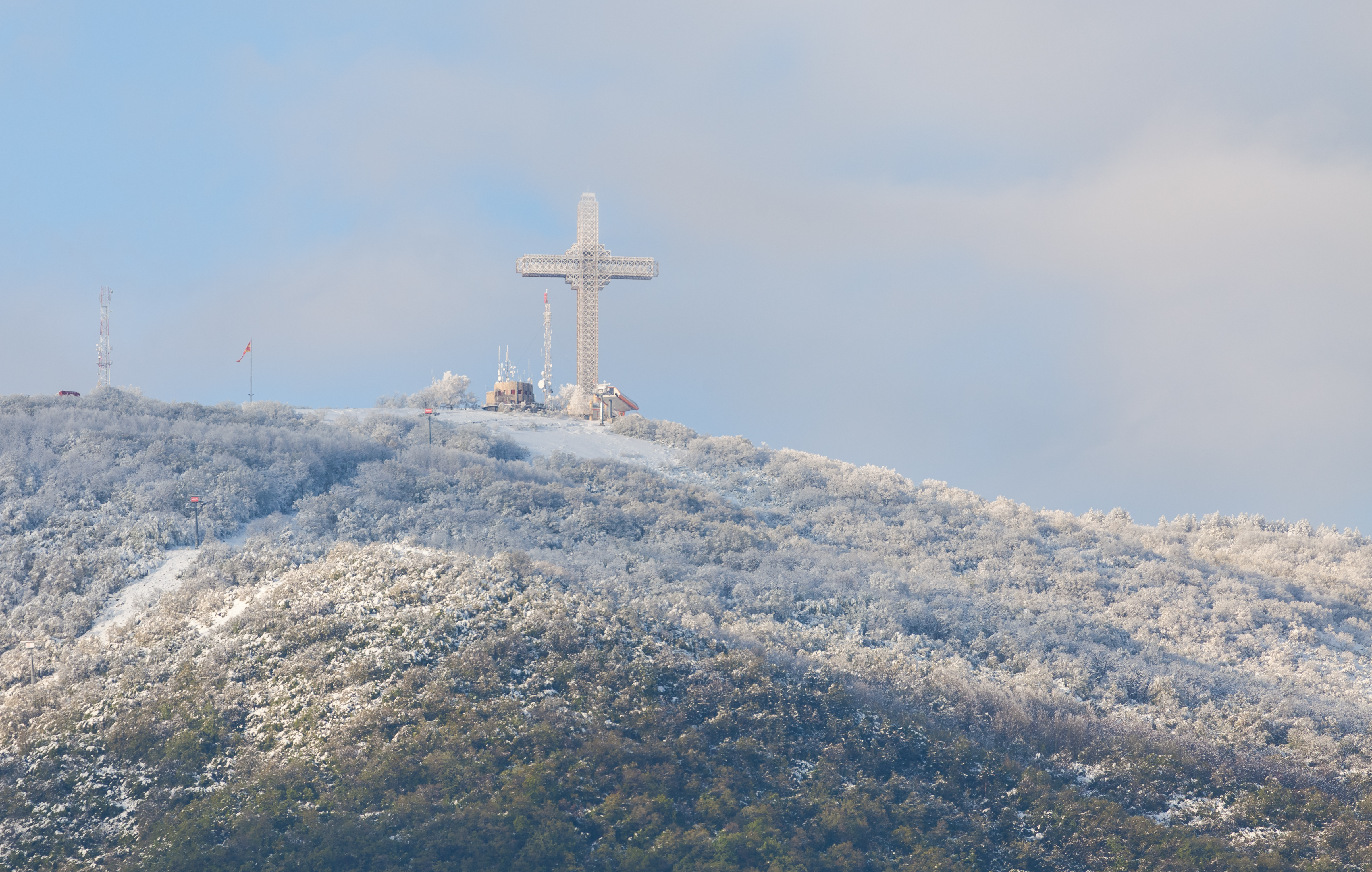
منظر لصليب الألفية من وسط سكوبيه.

بدأت عملية بناء الصليب عام 2002 وتم تمويله من قبل كل من الكنيسة المقدونية الأرثوذكسية والحكومة المقدونية وأيضاُ بتبرعات المقدونيين من جميع أنحاء العالم. تم بناء الصليب على أعلى نقطة في جبل فودنو المعروف منذ زمن الدولة العثمانية بأنه "Krstovar" وتعني «مكان الصليب»، حيث كان يوجد هناك صليب أصغر في نفس المكان. في يوم استقلال جمهورية مقدونيا بتاريخ 8 سبتمبر 2008 تم تركيب مصعد داخل الصليب. وافتتح مطعم ومتجر للهدايا التذكارية عام 2009، إلى جانب الصليب. وافتتح عام 2011 طريق حبال صليب الألفية بطول ثلاثة كيلومترات ونصف.

## معرض صور

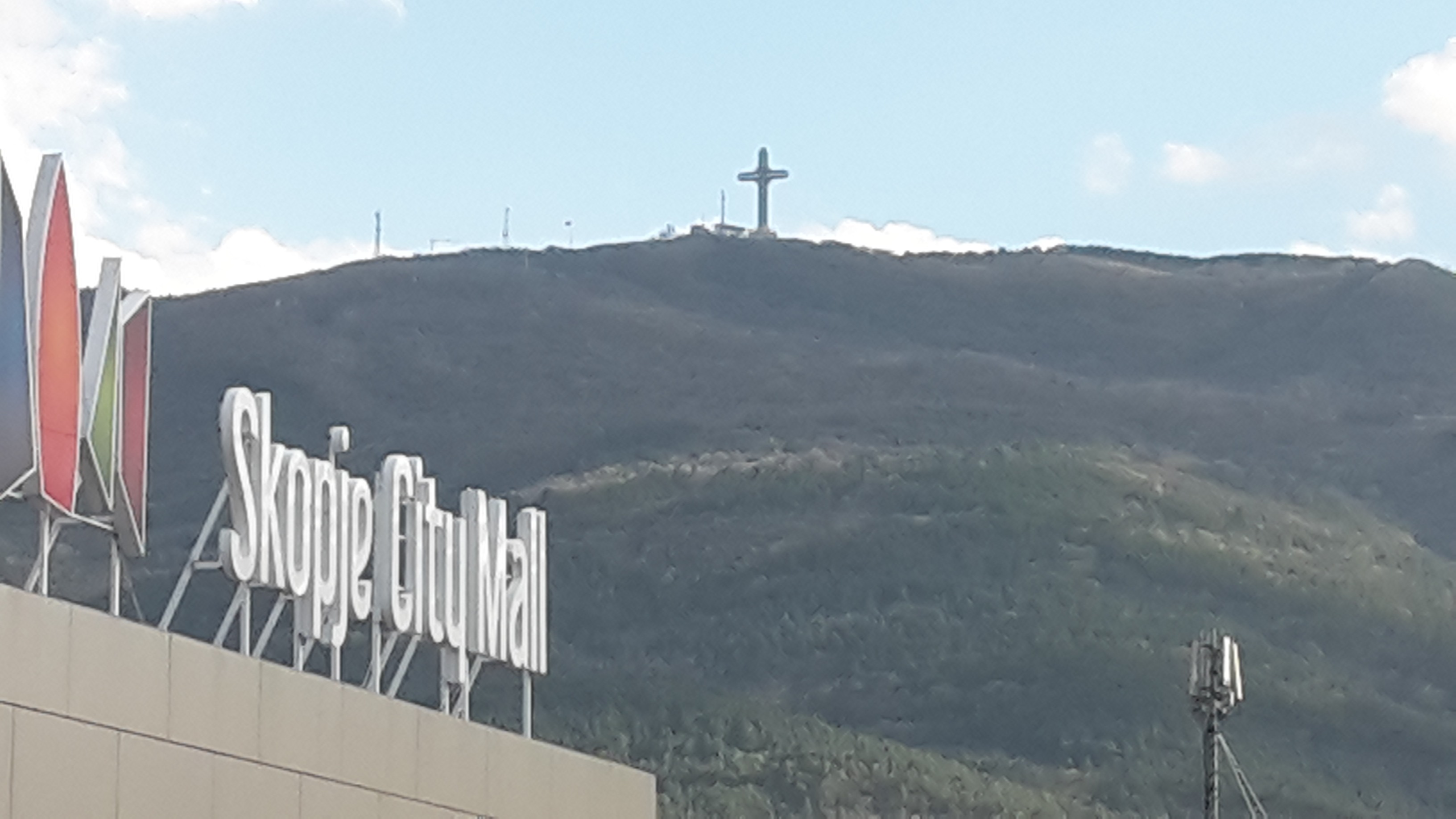
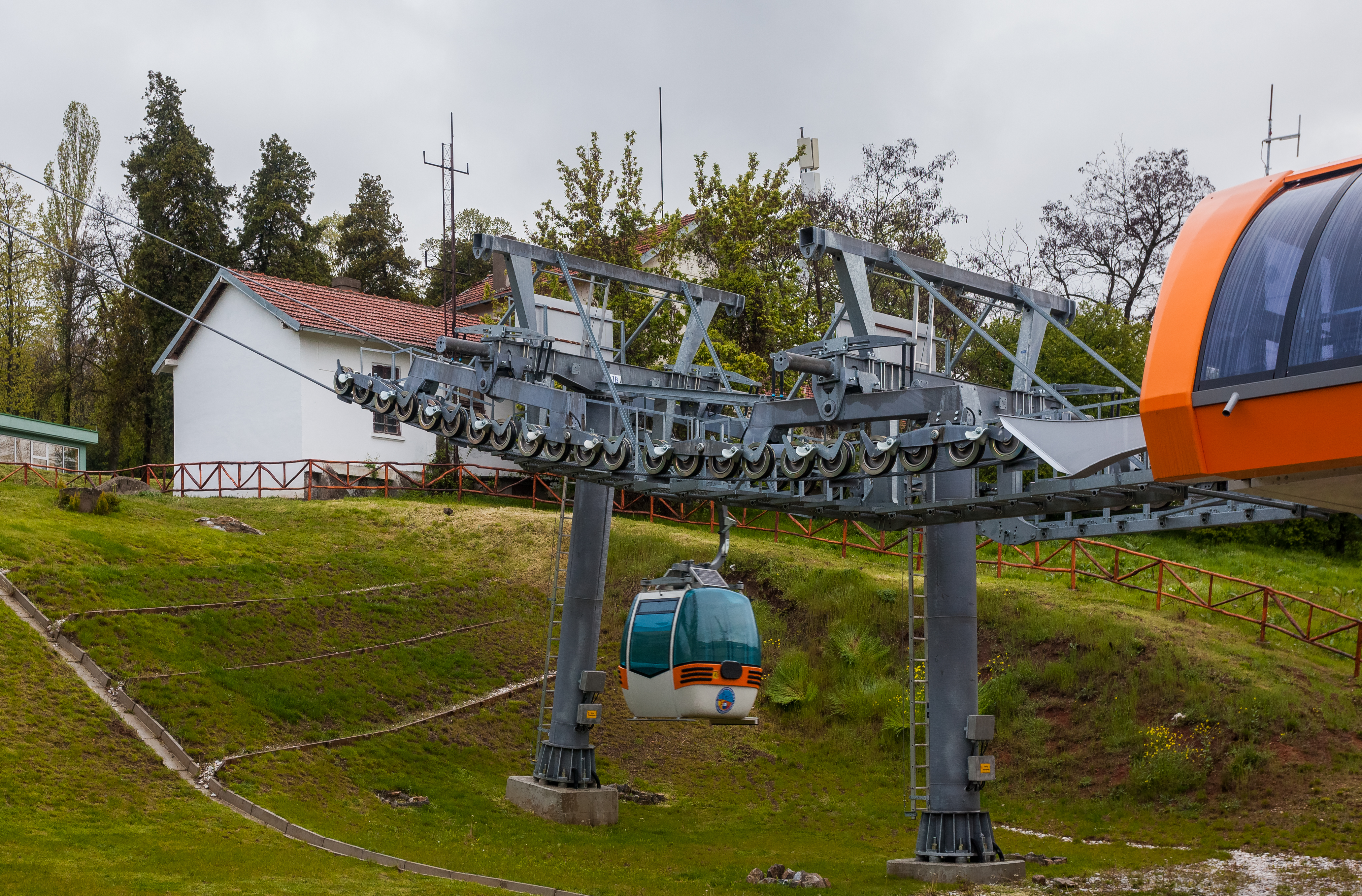
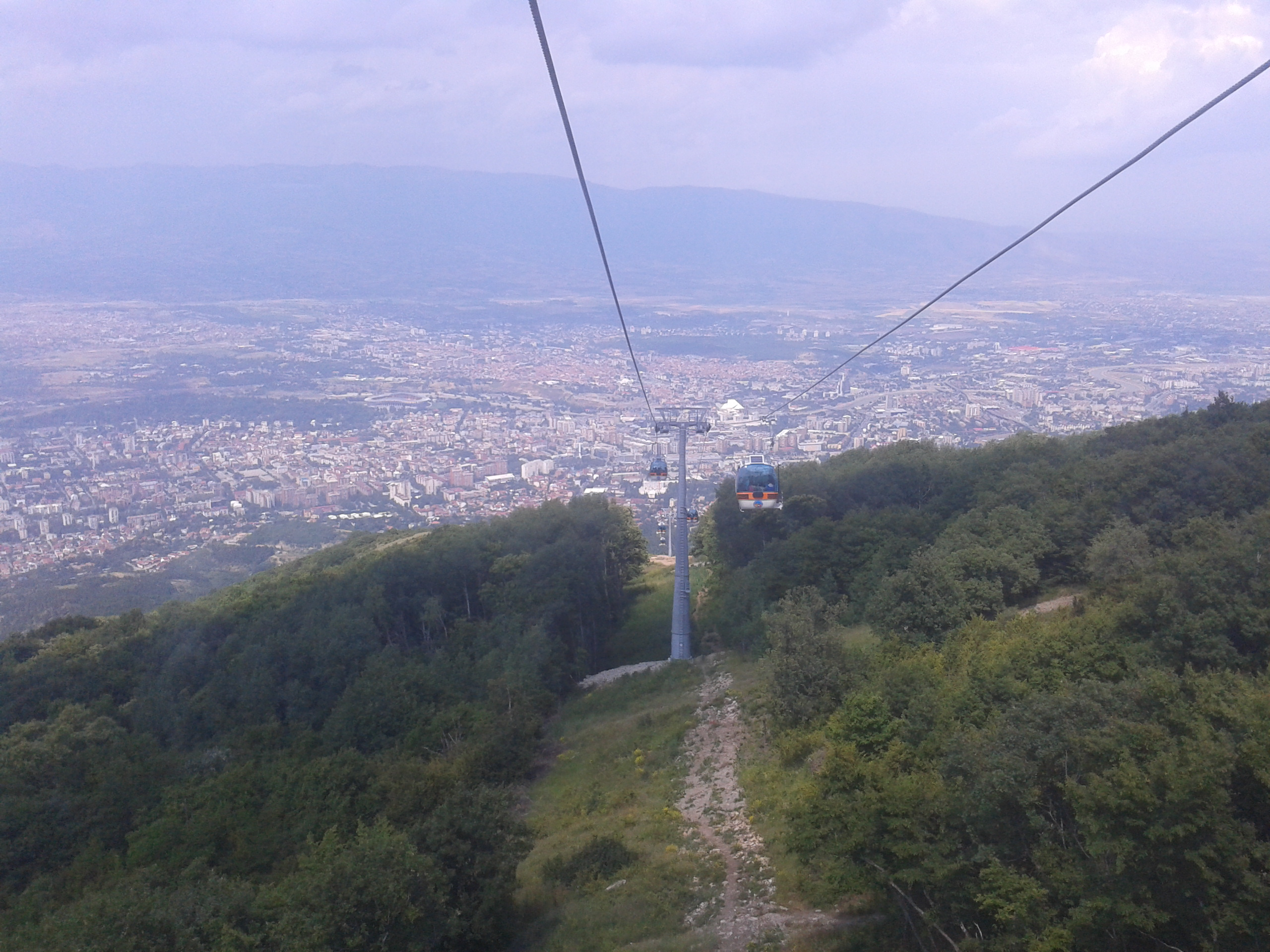